# Margaret Floy Washburn

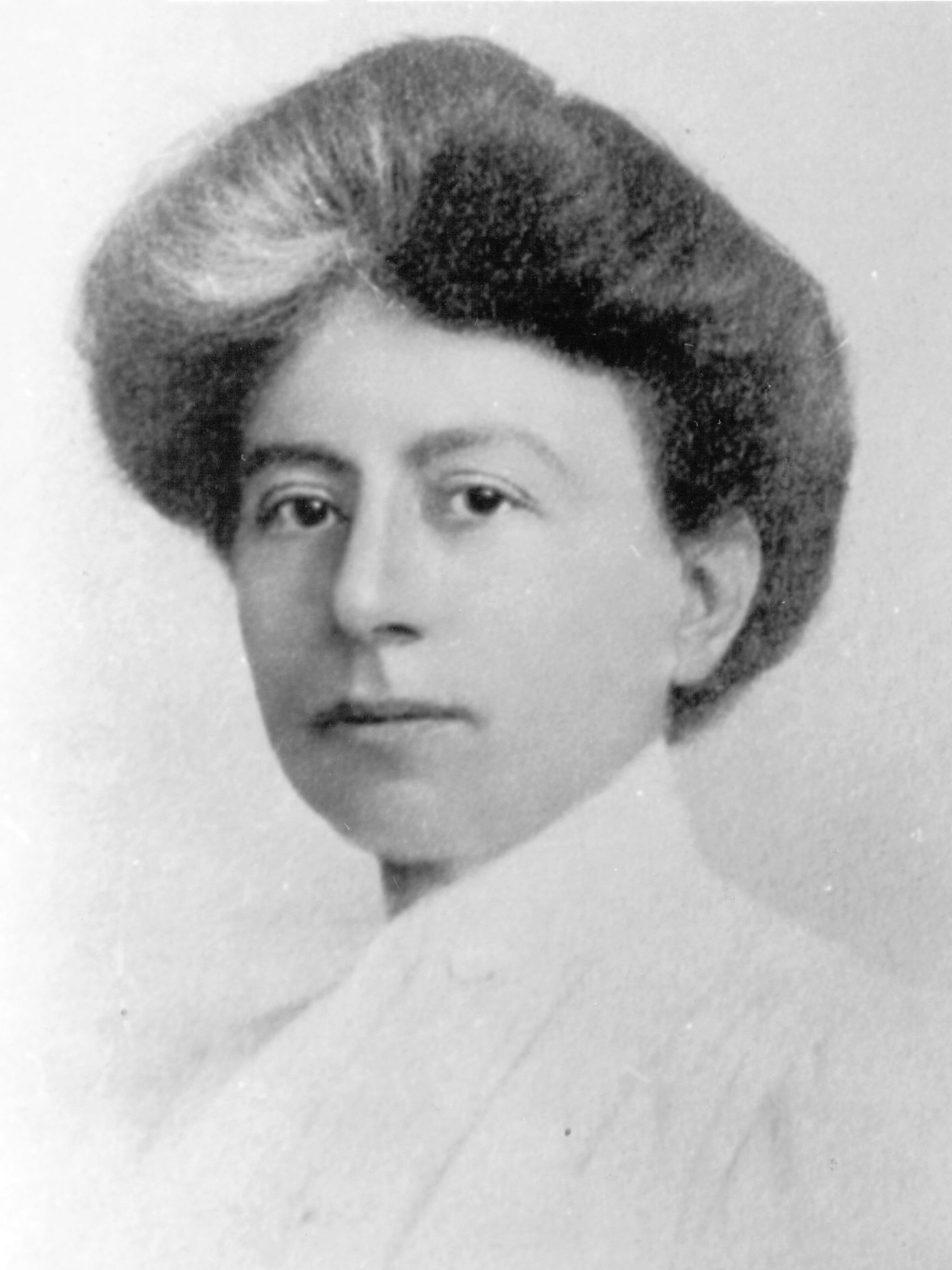
Margaret Floy Washburn

Margaret Floy Washburn (25 de julio de 1871 - 29 de octubre de 1939), psicóloga estadounidense, célebre por su trabajo experimental en el comportamiento animal y la teoría motora del desarrollo. Fue la primera mujer en recibir un doctorado en psicología (1894).

## Biografía
Nacida el 25 de julio de 1871 en la ciudad de Nueva York, se crio en Harlem. Su padre fue Francis, sacerdote episcopal, y su madre, Elizabeth Floy, que provenía de una familia próspera de Nueva York. Ella era hija única, entró en la escuela a la edad de 7 y 9 años se trasladó a Condado de Ulster, Nueva York, cuando su padre instaló una parroquia allí. Se graduó de la escuela secundaria en junio de 1886, a la edad de quince años, y entró en el Vassar College, Poughkeepsie, Nueva York, como estudiante de preparatoria y se graduó en 1891. Tomó la determinación de estudiar con James McKeen Cattell en el recién establecido laboratorio psicológico en la Universidad de Columbia. Como Columbia no admitía todavía mujeres estudiantes, sólo fue admitida como "oyente". Le fue bien y Cattell le animó a entrar en la recién organizada Sage School of Philosophy en la Universidad de Cornell, lo que hizo en 1892.
En Cornell, estudió bajo E.B. Titchener, siendo su primer y único estudiante graduado importante en ese momento. Realizó un estudio experimental de los métodos de equivalencias en la percepción táctil y obtuvo su grado de Maestría en el Vassar College en 1893 por ese trabajo. Hizo su tesis doctoral sobre la influencia de las imágenes visuales en los juicios de distancia táctil y dirección. Este trabajo fue enviado por Titchener a Wilhelm Wundt y publicado en Philosophische Studien (1895). En 1894, se convirtió en la primera mujer en recibir un doctorado en psicología.
A continuación, ocupó puestos docentes, a su vez, en Wells College, Cornell College, y la Universidad de Cincinnati . En Cincinnati, ella era la única mujer en la facultad. En 1903, regresó a Vassar College como Associate Profesor de Filosofía, donde permaneció hasta 1937, cuando requirió su jubilación (como Profesor Emérito de Psicología). Murió en su casa en Poughkeepsie, Nueva York el 29 de octubre de 1939.

## Obra
El trabajo más conocido de Washburn y, sin duda, su contribución más importante a la psicología fue su libro de texto The Animal Mind: A Textbook of Comparative Psychology (La Mente Animal: Un libro de texto de Psicología Comparada). Publicado originalmente en 1908, este libro compila las investigaciones sobre el trabajo experimental en psicología animal. Con una bibliografía de 476 títulos en la primera edición, llegó a contar con 1.683 títulos en la 4 ª edición. El texto cubría una amplia gama de actividades, a partir de los sentidos y la percepción, incluyendo el oído, la visión, la cinestesia, y la sensación táctil. Posteriores capítulos del libro se centraron en la conciencia y los procesos mentales superiores. Sin embargo, el enfoque dominante del libro es el comportamiento animal.
Una característica notable es la diversidad de especies animales consideradas, con un capítulo entero dedicado a las amebas. El libro contó con varias adiciones, en 1917, 1926 y 1936.